# NGC 7040
NGC 7040 é uma galáxia espiral (S?) localizada na direcção da constelação de Equuleus. Possui uma declinação de +08° 51' 54" e uma ascensão recta de 21 horas, 13 minutos e 16,5 segundos.